# Marià Salusi I
Marià Salusi I fou jutge de Càller. No es coneix qui en fou el pare però s'esmenta un oncle de nom Sergi de Rovo o Deravo (Zerchis Deravo) i dos germans, Pere i Comit (que vivien el 1066). Va morir abans de 1058. Salusi fou el nom dinàstic. Es va casar amb Jordina de Setzal. Fou el pare d'Orsoc Torxitori I. Com ancestres s'anomenen a un Torxitori, casat amb Geti, que fou protospari regi i arcont de Sardenya, i un Salusi casat amb Nespella, parents ambdós de Sergi de Ravo. El jutjat de Càller (inicialment Caralis) tenia com a capital a Santa Igia a la vora de l'estany de Santa Gilla. El va succeir el seu fill Orsoc Torxitori I.